# 리즈중
리즈중(이자중, 李自重, 1883년 ~ 1971년), 본명 리빙싱(이병성, 李炳星)은 홍콩의 사업가 리유탕의 맏아들이다.